# Jonway Automobile
Zhejiang Jonway Automobile Co., Ltd. (кит. 浙江永源汽车有限公司; пиньинь Zhèjiāng yǒng yuán qìchē yǒuxiàn gōngsī) — китайский автопроизводитель, основанный в 2003 году и базирующийся в Тайчжоу, Чжецзян.

## История
Компания Jonway Automobile представляет автомобильное подразделение Jonway Group, созданное в 2005 году. Первым продуктом, выпущенным на рынок, была модель Jonway UFO A380, являющаяся нелицензионным клоном Toyota RAV4 (XA20). Автомобиль продавался как в трёх-, так и в пятидверной конфигурации.
Jonway UFO A380 экспортировался на многие азиатские рынки. Также в 2007 году модель была презентована в Европе на выставке IAA во Франкфурте-на-Майне. В то же время Jonway и DR Motor подписали соглашение о сборке трёхдверного UFO в итальянской коммуне Маккья-д’Изерния под названием DR3. DR3 был представлен в 2007 году на Международной выставке автомобилей и мотоциклов в Болонье, однако переговоры Jonway Automobile с DR Motor провалились, и проект был свёрнут.
В июле 2010 года было создано совместное предприятие ZAP-Jonway, специализирующееся на производстве электромобилей; первым продуктом стал A380 EV, выпущенный на китайский рынок.
В 2012 году компании Jonway было присвоено историческое название Viotti, а штаб-квартира была основана в Риволи, провинция Турин. Новая компания представляла европейское подразделение Jonway, а также центр исследований и разработок, специализирующийся на проектировании гибридных автомобилей и разработке спортивных автомобилей. Эмануэле Бомбой нанят на должность руководителя отдела дизайна. Компания подписала соглашение с производителем кузовов Carrozzeria Maggiora о рестайлинге UFO-A380. Производство автомобиля планировалось в конце 2013 года. В мае того же года компания выпустила минивэн под названием Wuxing.
В 2013 году был представлен второй внедорожник под названием Falcon на базе A380, но с обновлённым дизайном интерьера и экстерьера.
В 2014 году компания Jonway продала акции Viotti итальянской автомобильной компании Fabbrica Italiana Automobili Maggiora S.r.l.

## Продукция
- Jonway A380 — компактный кроссовер
- Jonway Falcon — компактный кроссовер
- Jonway Wuxing — компактвэн
- Jonway E4X3

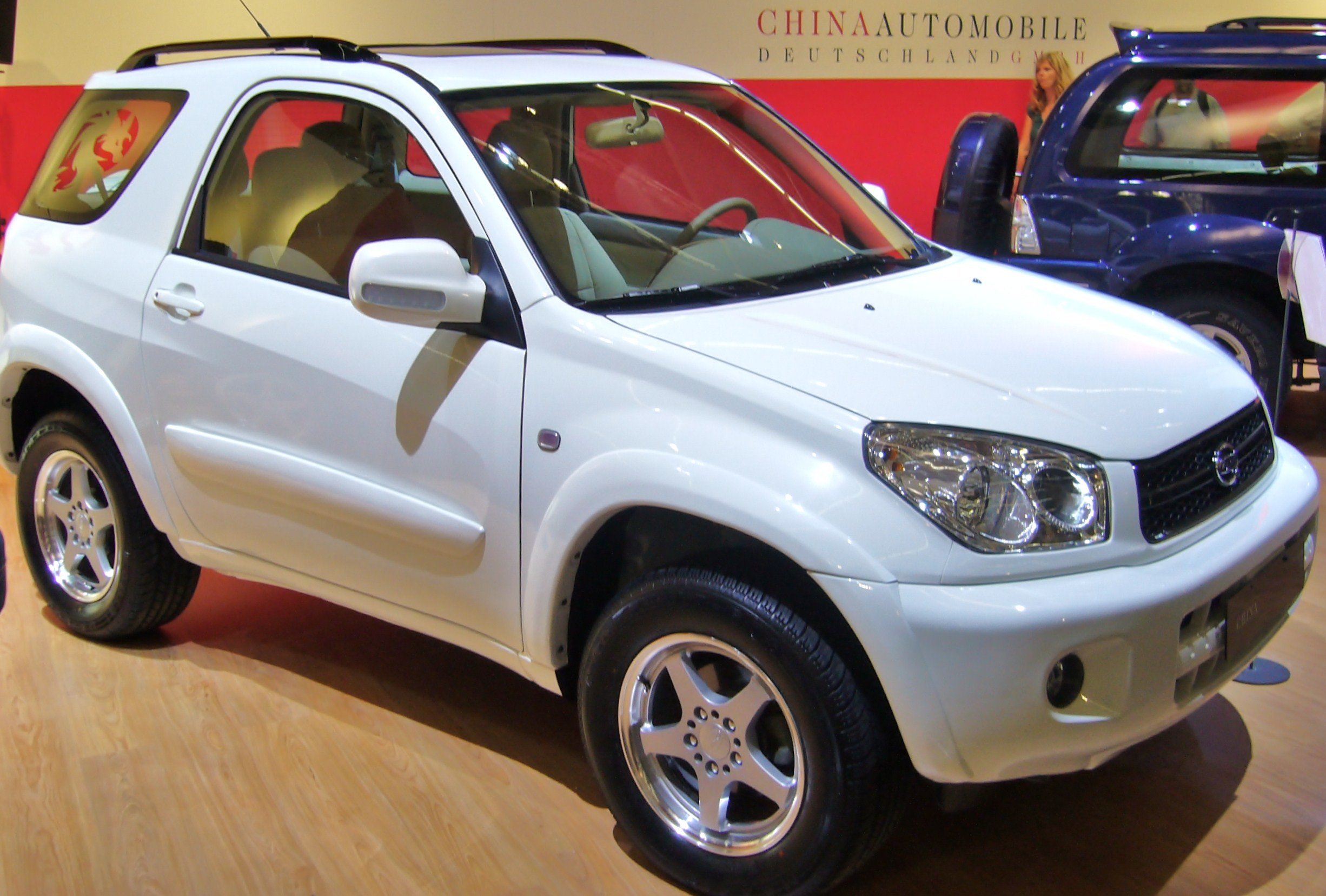
Трёхдверный Jonway UFO на выставке IAA во Франкфурте-на-Майне
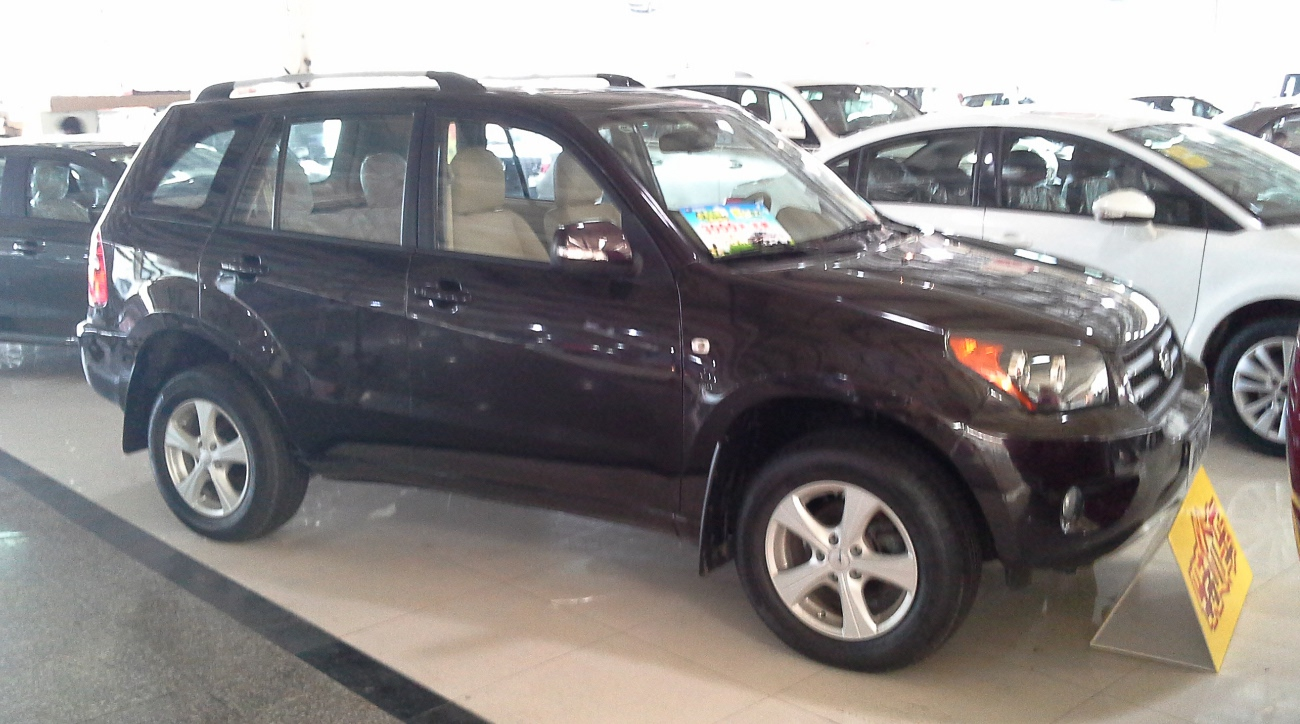
Пятидверный Jonway UFO
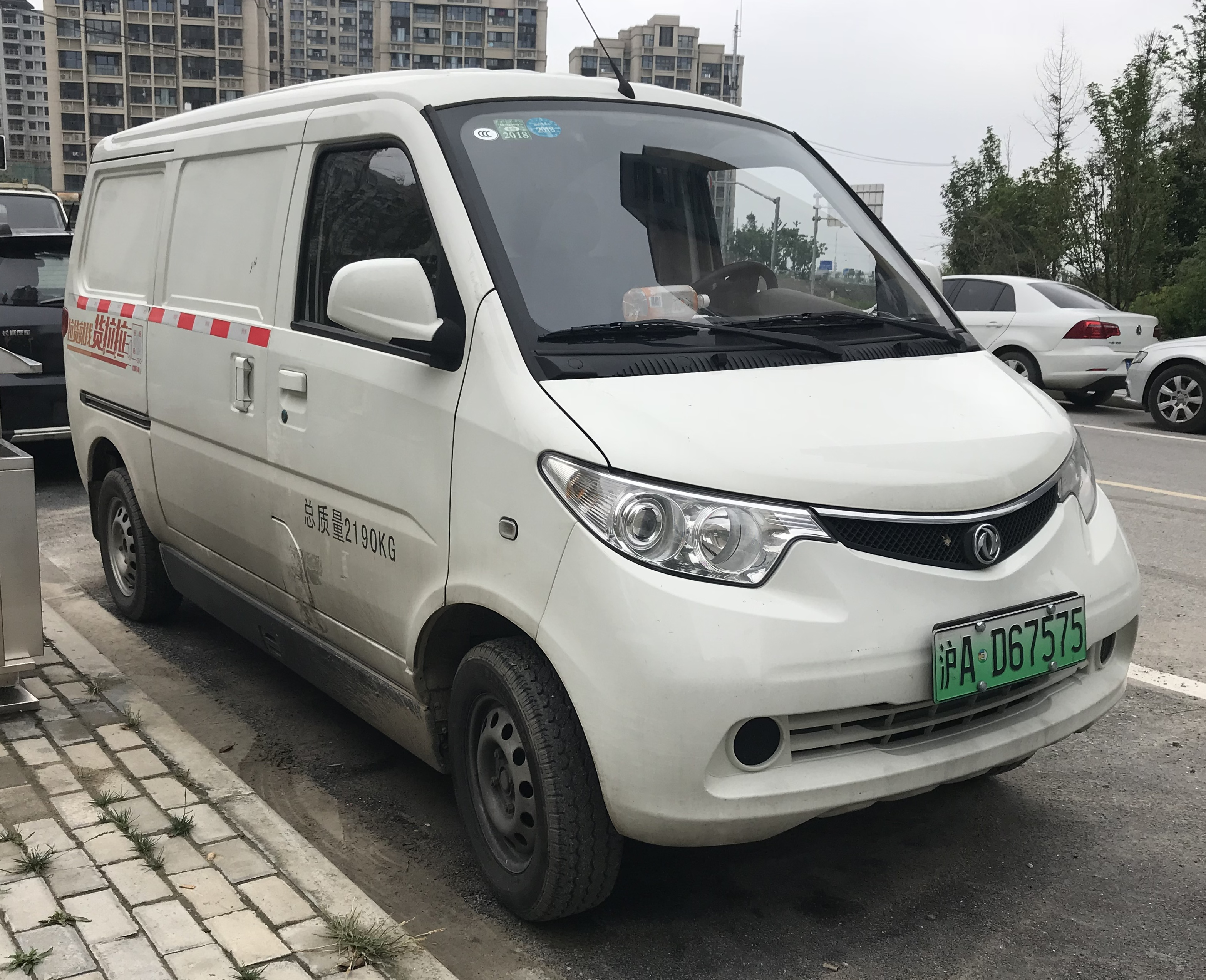
Dongfeng Skio Junfeng — ребеджинг Jonway Wuxing